# 珊瑚急流站
珊瑚急流站（英語：Coral Rapids station）是位于加拿大安大略省北安大略区北极熊快速专列使用的一个火车站，位于珊瑚急流社区的中心。前一站为弗雷泽代尔站，下一站为麋河站。